# Courtier négociant
 (octobre 2021).
La mise en forme du texte ne suit pas les recommandations de Wikipédia : il faut le « wikifier ».
Les points d'amélioration suivants sont les cas les plus fréquents. Le détail des points à revoir est peut-être précisé sur la page de discussion.
- Les titres sont pré-formatés par le logiciel. Ils ne sont ni en capitales, ni en gras.
- Le texte ne doit pas être écrit en capitales (les noms de famille non plus), ni en gras, ni en italique, ni en « petit »…
- Le gras n'est utilisé que pour surligner le titre de l'article dans l'introduction, une seule fois.
- L'italique est rarement utilisé : mots en langue étrangère, titres d'œuvres, noms de bateaux, etc.
- Les citations ne sont pas en italique mais en corps de texte normal. Elles sont entourées par des guillemets français : « et ».
- Les listes à puces sont à éviter, des paragraphes rédigés étant largement préférés. Les tableaux sont à réserver à la présentation de données structurées (résultats, etc.).
- Les appels de note de bas de page (petits chiffres en exposant, introduits par l'outil «  Source ») sont à placer entre la fin de phrase et le point final[comme ça].
- Les liens internes (vers d'autres articles de Wikipédia) sont à choisir avec parcimonie. Créez des liens vers des articles approfondissant le sujet. Les termes génériques sans rapport avec le sujet sont à éviter, ainsi que les répétitions de liens vers un même terme.
- Les liens externes sont à placer uniquement dans une section « Liens externes », à la fin de l'article. Ces liens sont à choisir avec parcimonie suivant les règles définies. Si un lien sert de source à l'article, son insertion dans le texte est à faire par les notes de bas de page.
- La présentation des références doit suivre les conventions bibliographiques. Il est recommandé d'utiliser les modèles {{Ouvrage}}, {{Chapitre}}, {{Article}}, {{Lien web}} et/ou {{Bibliographie}}. Le mode d'édition visuel peut mettre en forme automatiquement les références.
- Insérer une infobox (cadre d'informations à droite) n'est pas obligatoire pour parachever la mise en page.

Pour une aide détaillée, merci de consulter Aide:Wikification.
Si vous pensez que ces points ont été résolus, vous pouvez retirer ce bandeau et améliorer la mise en forme d'un autre article.
Dans les services financiers, un courtier négociant est une personne physique, une société ou une autre organisation qui s'occupe de négocier des valeurs mobilières pour son propre compte ou pour le compte de ses clients. Les courtiers-négociants sont au cœur du processus de négociation de titres et de produits dérivés.
Bien que de nombreux courtiers-négociants soient des entreprises « indépendantes » uniquement impliquées dans les services de courtiers-négociants, beaucoup d'autres sont des unités commerciales ou des filiales de banques commerciales, de banques d'investissement ou de sociétés d'investissement.
Lors de l'exécution d'ordres commerciaux pour le compte d'un client, l'institution agit en tant que courtier. Lorsqu'elle exécute des transactions pour son propre compte, l'institution agit en tant que courtier. Les titres achetés à des clients ou à d'autres entreprises en qualité de courtier peuvent être vendus à des clients ou à d'autres entreprises agissant à nouveau en qualité de courtier, ou ils peuvent devenir une partie des avoirs de l'entreprise.
En plus de l'exécution des opérations sur titres, les courtiers sont également les principaux vendeurs et distributeurs d'actions de fonds communs de placement.

## Principaux points d'activité
Le participant professionnel au marché des valeurs mobilières qui exerce une activité de courtier est appelé courtier.
En annonçant le prix, le négociant s'engage à annoncer d'autres conditions essentielles du contrat d'achat-vente de titres : nombre minimum et maximum de titres faisant l'objet d'un achat et/ou d'une vente, ainsi que la durée de validité du prix annoncé.

### Les fonctions
Toutes les fonctions d'agent de change y compris le conseil financier.
Organisation et accompagnement du chiffre d'affaires (liquidité), ou tenue de marché (annonce du prix, obligation de vente et d'achat du titre à prix annoncé, annonce du nombre min et max de titres pouvant être achetés/vendus au prix annoncé, mise en place de délais de les prix annoncés sont disponibles)
Les courtiers sont de grandes institutions financières qui vendent des titres à des utilisateurs finaux et couvrent ensuite leur risque en participant au marché interprofessionnel. Les intermédiaires facilitent la découverte et l'exécution des prix entre les concessionnaires.